# Tânără cu un ulcior cu apă
Tânără cu un ulcior cu apă este o pictură în ulei pe pânză a pictorului neerlandez Johannes Vermeer, realizată în jurul anilor 1660-1662, aflată în prezent la Metropolitan Museum of Art din New York, Statele Unite ale Americii.

## Descriere
În centrul imaginii se află o tânără. Ea deschide o fereastră cu mâna dreaptă, în timp ce cu mâna stângă ține un ulcior cu apă. Acest ulcior este așezat pe un platou mai mare. Ambele, printre alte obiecte, se află pe o masă. Aceasta este decorată cu o față de masă predominant roșie de origine asiatică. În spatele mesei se află un scaun pe care este așezat un material albastru. Femeia privește pe fereastră. Îmbrăcămintea femeii este formată dintr-o rochie albastru închis cu un corset negru și auriu. O pânză albă îi servește drept coif. O hartă este atârnată în fundal pe perete.
Acest tablou face parte dintr-un grup strâns legat de acesta, pictat de la începutul până la mijlocul anilor 1660, deoarece artistul nu folosea perspectiva liniară și ordinea geometrică, iar lumina era singura sa sursă de a accentua subiectele. Lucrarea sugerează că Vermeer era conștient de faptul că lumina este compusă din culori și de efectul culorilor unele asupra altora. De exemplu, materialul albastru este reflectat ca albastru închis pe partea laterală a ulciorului metalic, iar țesătura roșie modifică nuanța aurie a părții inferioare a ligheanului.
Tânără cu ulcior de apă a fost achiziționată de Henry Gurdon Marquand în 1887 de la o galerie din Paris pentru 800 de dolari. Când Marquand a adus-o în Statele Unite, a fost primul tabloul realizat de Vermeer care a ajuns în America. Marquand a donat lucrarea, împreună cu alte piese din colecția sa, Muzeului Metropolitan de Artă din New York.